# ソウルジャンクションズ
ソウルジャンクションズ(SOUL JUNCTIONS)は兵庫県赤穂市出身のロックバンド。

## メンバー
- 平松チャパ慎也/ボーカル、ギター

1985年9月19日生まれのB型。出身地は兵庫県赤穂市。
結成当初はアフロヘアーだった。それが「ドラゴンボール」に出てきたチャパ王というアフロヘアーのキャラクターにソックリだったことから、バンド仲間が“チャパ”というニックネームをつけた。本人もその響きが気に入り、そのままステージネームになった。
- ヒサシブルース/ギター

1985年9月9日生まれのA型。出身地は兵庫県赤穂市。
初ライブが終わった後の打ち上げ中、酔っ払った平松チャパ慎也がヒサシブルースと命名する。
- タカナユウヤ/ベース

1986年10月7日生まれのA型。出身地は兵庫県赤穂市。
好きなアーティストはMarvin Gaye。初めて買ったCDは「とんねるず/ガラガラへびがやってくる」
2010年4月に“タナカユウヤ”から“タカナユウヤ”に改名
- ハセ/ドラム、リーダー

1985年12月15日生まれのA型。出身地は兵庫県赤穂市。好きなアーティストはaiko。初めて買ったCDは「ゆず/少年」

## 略歴
- 2006年1月--ソウルジャンクションズ結成。
- 2006年5月--beta-music V.A.「三国志」に参加。
- 2007年4月--1stシングル「恋のからさわぎ ”幸せになろうじゃあ～りませんか”」を発売。
- 2007年5月--初のライブを姫路BETAで行う。
- 2007年11月--アマチュアミュージックコンテスト「MeetTheBeat2007」でグランプリ受賞。
- 2008年3月--ワンマンライブより会場限定ミニアルバム「僕は真心を歌にしよう」を発売。
- 2008年5月--定期的に関東ツアーを行いはじめる。
- 2008年8月--アマチュアミュージックコンテスト「LIVE in ASUKA」でグランプリ受賞。
- 2008年10月--ヤマハ主催ライブオーディション「2nd MUSIC REVOLUTION」大阪ファイナルにて、最優秀賞とオーディエンス賞をダブル受賞。
- 2009年5月--ライブよりDVD付きシングル「僕が英語を話せたなら」を発売。
- 2009年9月19日--姫路Betaにてワンマンライブ～ハッピー、バラすでー～を行う。
- 2009年9月--TNX株式会社の所属となる。
- 2009年12月27日--関西在住ラストワンマンを姫路betaにてソールドアウトで行う。
- 2010年2月17日--ミニアルバム＋DVD「にじのわ」を発売。
- 2010年3月--「恋のからさわぎ “幸せになろうじゃあ～りませんか”」がBSフジ「カンニングのDAI☆安吉日」3月度エンディングテーマに決定
- 2010年4月--平松チャパ慎也 【CD「にじのわ」巡業路上ライブ 売上1000枚までの道】として新宿路上ライブをスタートさせる。インターネット放送局「あっ!とおどろく放送局」で毎週月曜日生放送の「みんなの願いを叶えたい！」でMCとしてレギュラーが始まる。
- 2010年5月--東京での自主公演第二弾「唄う!!ロック市民の夕べ～ウワサの3組でお送りします！～」＠新宿NINE SPICESソールドアウト。
- 2010年6月--関東ツアー【Sound circle～「にじのわ」配達大作戦ツアー～】（全7公演）を行う。
- 2010年8月-- 全力投球!! ‘10夏 出演
- 2010年8月29日--24時間テレビ33 忌野清志郎企画『TOKIOから忌野清志郎さんへ「ありがとう」天国へ捧げるスペシャルLIVE』生出演
- 2010年10月--関東ツアー【Sound circle～秋風～】（全6公演）を行う。
- 2010年12月11日--東京での初ワンマンライブ『ジャン子大感謝祭～東京初ワンマン・上京1周年・結成5周年、それもこれも皆さんのお陰です!!～』＠渋谷屋根裏 ソールドアウト
- 2011年6月--FACEBOOK公式ファンページ開設。
- 2011年8月--TokyoMxTv朝の情報番組「U・LA・LA@7」のエンディングテーマに「愛しいウ・ラ・ラ」決定！（2011年8月~9月）
- 2011年10月26日--ミニアルバム「ヘリコプターと初恋」を発売。
- 2012年12月16日--「ピースサインで歩き出そう～ソウルジャンクションズは永久に不滅です！～渋谷編」＠Shibuya O-Crestをもって解散

## ディスコグラフィー

### シングル
1. 恋のからさわぎ “幸せになろうじゃあ～りませんか”(発売日--2007年4月28日)
2. 僕が英語を話せたなら(発売日--2009年5月5日)

### アルバム
1. 僕は真心を唄にしよう(発売日--2008年3月22日)
2. にじのわ(発売日--2010年2月17日)
3. ヘリコプターと初恋(発売日--2011年10月26日)
4. 希望の詩(発売日--2012年12月9日)